# Budby
Budby är en by i civil parish Perlethorpe cum Budby, i distriktet Newark and Sherwood, i grevskapet Nottinghamshire i England. Byn är belägen 11 km från Mansfield. Budby var en civil parish 1866–1899 när blev den en del av Perlethorpe cum Budby. Civil parish hade 121 invånare år 1891. Byn nämndes i Domedagsboken (Domesday Book) år 1086, och kallades då Butebi.